# Ken Lucas

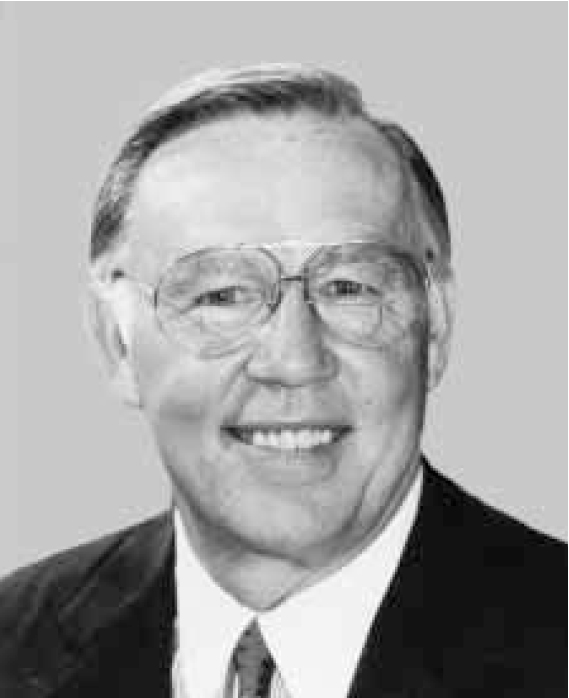
Ken Lucas

Kenneth Ray „Ken“ Lucas (* 22. August 1933 in Covington, Kenton County, Kentucky) ist ein US-amerikanischer Politiker. Zwischen 1999 und 2005 vertrat er den Bundesstaat Kentucky im US-Repräsentantenhaus.

## Werdegang
Ken Lucas wuchs auf einer Farm im Grant County auf. Bis 1955 studierte er an der University of Kentucky in Lexington. Danach war er zwischen 1955 und 1967 Offizier in der United States Air Force. Später gehörte er dem Fliegerkorps der Nationalgarde an. Am Ende seiner Militärzeit hatte er den Rang eines Majors erreicht. Politisch schloss sich Lucas der Demokratischen Partei an. Zwischen 1967 und 1974 war er Gemeinderat in Florence. Danach war er von 1974 bis 1982 bei der Verwaltung des Boone County angestellt. Von 1992 bis 1998 arbeitete er dort am Bezirksgericht.
Bei den Kongresswahlen des Jahres 1998 wurde Lucas im vierten Wahlbezirk von Kentucky in das US-Repräsentantenhaus in Washington, D.C. gewählt, wo er am 3. Januar 1999 die Nachfolge des Republikaners Jim Bunning antrat. Nach zwei Wiederwahlen konnte er bis zum 3. Januar 2005 drei Legislaturperioden im Kongress absolvieren. Dort galt er als einer der konservativsten demokratischen Abgeordneten. Ihm wurde mehrfach der Übertritt zur Republikanischen Partei angeboten, was er aber ablehnte.
Im Jahr 2004 verzichtete Lucas auf eine erneute Kandidatur. 2006 scheiterte sein Versuch einer Rückkehr in den Kongress. Im Februar 2009 übernahm er als Commissioner die Leitung der Veteranenbehörde von Kentucky (Department of Veterans Affairs).